# Rádio Brasil Atual
Rádio Brasil Atual é uma emissora de rádio brasileira sediada em Mogi das Cruzes, que opera nos 98.9 MHz em FM, para ouvintes da Região Metropolitana de São Paulo. A rádio também possui uma filial na Baixada Santista, que pode ser ouvida pela internet.
A Rádio Brasil Atual pertence à Fundação Sociedade, Comunicação, Cultura e Trabalho, entidade mantida pelo Sindicato dos Metalúrgicos do ABC, em conjunto com o Sindicato dos Bancários de São Paulo e a Central Única dos Trabalhadores (CUT). As entidades também são associadas na Editora Atitude. A Editora é responsável pela produção da Revista do Brasil, criada em 2006, e pelo portal Rede Brasil Atual. A Fundação detém a outorga das concessões da TV dos Trabalhadores (TVT), o primeiro canal aberto conduzido por entidades de trabalhadores no Brasil, criada em  2010,  e também da Rádio Brasil Atual,  que entrou no ar, em agosto de  2012.
A programação da Rádio Brasil Atual é composta por notícias - um jornal diário, boletins informativos da Empresa Brasil de Comunicação e dois programas da TV dos Trabalhadores (Bom Para Todos e Melhor e Mais Justo) adaptados para rádio - mesclados com música brasileira.
Em 2019, o Observatório da Imprensa listou o veículo de comunicação ao lado de outros com viés político da esquerda política do Brasil.

## História
A experiência da Rádio dos Bancários, nos anos 1990 (1992-1994, pela Rádio Gazeta, de São Paulo) apontou alguns caminhos para o radiojornalismo alternativo, ligado aos movimentos sociais, bem como à defesa dos direitos humanos e dos trabalhadores. No começo dos anos 2000, a CUT e seus principais sindicatos voltaram a investir firmemente em comunicação. O projeto de radiojornalismo que daria origem à Rádio Brasil Atual nasceu em 2004, no programa Jornal dos Trabalhadores, da Rádio 9 de Julho, que também era transmitido pela Rádio Brasil de Campinas e por uma rede de emissoras comunitárias. Posteriormente, o programa passou a se chamar Jornal Brasil Atual e, em 2007, passou a ser transmitido em  FM (primeiro, pela 94,1 FM e, depois, pela 98,1 FM). Em 2012, a rádio ganhou "casa própria", com o início das atividades na Rede Brasil Atual de Rádio (98,9 FM São Paulo; 93,3 FM Litoral Paulista; 102,7 FM Noroeste Paulista).

## Prêmios
Prêmio Vladimir Herzog
Prêmio Vladimir Herzog de Rádio
| Ano  | Obra                 | Veículo de mídia   | Autor                                                 | Resultado |
| ---- | -------------------- | ------------------ | ----------------------------------------------------- | --------- |
| 2013 | "Voz guarani kaiowá" | Rádio Brasil Atual | Marilu Cabanas e equipe: Pedro Manoel e Emerson Ramos | Venceu    |

Menção Honrosa do Prêmio Vladimir Herzog por Rádio
| Ano  | Obra             | Veículo de mídia   | Autor                                                                    | Resultado |
| ---- | ---------------- | ------------------ | ------------------------------------------------------------------------ | --------- |
| 2013 | "Dores do Parto" | Rádio Brasil Atual | Anelize Moreira e equipe: Emerson Ramos, Marilu Cabanas e Terlânia Bruno | Venceu    |